# Hermann Kantorowicz
Hermann Ulrich Kantorowicz (Poznań, 18 de novembro de 1877 – Cambridge, 12 de fevereiro de 1940) foi um jurista polonês, famoso por ter sido o fundador e principal representante da Escola do direito livre, uma corrente de pensamento juspositivista. Professor da Universidade de Friburgo e das universidades de Columbia e Kiel, perdeu seus cargos nas universidades alemãs por ocasião da ascensão dos nazistas, em 1933. Exilou-se nos Estados Unidos da América e na Inglaterra, onde veio a falecer.

## Obras
- 1906 - Der Kampf um die Rechtswissenschaft
- 1907 - Albertus Gandinus und das Strafrecht der Scholastik
- 1938 - Studies in the glossators of the Roman law
- 1958 - The Definition of Law